# Pandúr-sziget
Pandúr-sziget är en ö i Ungern.   Den ligger i provinsen Bács-Kiskun, i den sydvästra delen av landet, 150 km söder om huvudstaden Budapest.